# Kanton Moulins-Ouest
Der Kanton Moulins-Ouest war von 1973 bis 2015 ein französischer Wahlkreis im Arrondissement Moulins, im Département Allier und in der Region Auvergne. Er umfasste sechs Gemeinden und den westlichen Teil der Stadt Moulins. Die landesweiten Änderungen in der Zusammensetzung der Kantone brachten im März 2015 seine Auflösung. Sein letzter Vertreter im conseil général des Départements war Alain Denizot (PS).

## Gemeinden
| Gemeinde  | Einwohner Jahr | Fläche km² | Bevölkerungsdichte | Code INSEE | Postleitzahl |
| --------- | -------------- | ---------- | ------------------ | ---------- | ------------ |
| Aubigny   | 153 (2013)     | 17,14      | 9 Einw./km²        | 03009      | 03460        |
| Avermes   | 3.838 (2013)   | 15,6       | 246 Einw./km²      | 03013      | 03000        |
| Bagneux   | 320 (2013)     | 24,87      | 13 Einw./km²       | 03015      | 03460        |
| Coulandon | 673 (2013)     | 17,06      | 39 Einw./km²       | 03085      | 03000        |
| Montilly  | 531 (2013)     | 22,09      | 24 Einw./km²       | 03184      | 03000        |
| Moulins   | 19.474 (2013)  | –          | – Einw./km²        | 03190      | 03000        |
| Neuvy     | 1.557 (2013)   | 19,03      | 82 Einw./km²       | 03200      | 03000        |